# The Alamo (1960)
The Alamo is een Amerikaanse film uit 1960, gebaseerd op de Slag om de Alamo uit 1836. De film werd geregisseerd en geproduceerd door John Wayne, die tevens ook de hoofdrol voor zijn rekening nam. De film won de Oscar voor beste geluid in 1960. 

## Verhaal
1836, Generaal Santa Anna en zijn Mexicaans leger zijn op veroveringstocht in Texas. Om de Mexicanen een halt toe te roepen, heeft Generaal Sam Houston tijd nodig om zijn troepen klaar te krijgen. Om tijd te winnen, krijgt Kolonel William Travis de opdracht om een klein landhuis op de route van de Mexicanen te allen tijde te behouden. Zijn kleine groep soldaten wordt versterkt door de troepen van Jim Bowie en Davy Crockett. De kleine groep soldaten bevindt zich in een uitzichtloze situatie, ze kunnen geen kant op en staan op het punt om overrompeld te worden door de Mexicanen.

## Cast
| Acteur          | Personage                                        |
| --------------- | ------------------------------------------------ |
| John Wayne      | Davy Crockett                                    |
| Richard Widmark | kolonel Jim Bowie                                |
| Laurence Harvey | kolonel William Barrett Travis                   |
| Frankie Avalon  | Smitty                                           |
| Patrick Wayne   | kapitein James Butler Bonham                     |
| Linda Cristal   | Graciela Carmela Maria 'Flaca' de Lopez y Vejar  |
| Joan O'Brien    | mevrouw Sue Dickinson                            |
| Chill Wills     | Beekeeper                                        |
| Joseph Calleia  | Juan Seguin                                      |
| Ken Curtis      | kapitein Almaron Dickinson                       |
| Carlos Arruza   | luitenant Reyes                                  |
| Jester Hairston | Jethro                                           |
| Veda Ann Borg   | Blind Nell Robertson                             |
| John Dierkes    | Jocko Robertson                                  |
| Denver Pyle     | Thimblerig                                       |
| Aissa Wayne     | Lisa Dickinson                                   |
| Hank Worden     | Parson                                           |
| Bill Henry      | dokter Sutherland                                |
| Bill Daniel     | kolonel Neill                                    |
| Wesley Lau      | Emil Sande                                       |
| Guinn Williams  | luitenant "Irish" Finn.                          |
| Ruben Padilla   | Generalissimo Antonio Miguel Lopez de Santa Anna |
| Richard Boone   | generaal Sam Houston                             |